# 트레저 (기업)
주식회사 트레저는 코나미에서 근무했던 인물들이 나와서 설립한 일본의 비디오 게임 개발사이다. 1992년에 설립돼 다음해에 건스타 히어로즈로 데뷔했다.

## 역사

### 기원 및 16비트 시대
트레저의 창립자이자 사장 마에가와 마사토는 비디오 게임 산업에 입문하고 싶다는 꿈을 품고 고등학생 시절부터 컴퓨터 프로그래밍을 배웠다. 대학교에서 프로그래밍을 공부했으며 졸업 후 게임 개발사 및 배급사 코나미에서 근무했다. 코나미에서 마에가와는 《더 심슨즈 (1991)》, 《버키 오헤어 (1992)》같은 아케이드 게임과 《슈퍼 캐슬바니아 IV (1991)》, 《콘트라 III: 디 에일리언 워즈 (1992)》, 《엑슬레이 (1992)》같은 슈퍼 패미컴 게임 제작에 참여했다. 1991년, 마에가와와 몇몇 코나미에서의 동료들은 이후 《건스타 히어로즈 (1993)》의 모태가 되는 게임을 기획했으나 이는 코나미에서 반려됐다. 《캐슬바니아》나 《닌자 거북이》같은 시리즈 후속작 개발에 치중하는 코나미의 정책에 마에가와를 포함한 개발진은 반발했다. 후속작이 아닌 자체 게임을 제작하기 위해 1992년 개발자들은 코나미를 떠나 트레저를 설립해 《건스타 히어로즈》 개발을 지속했다.

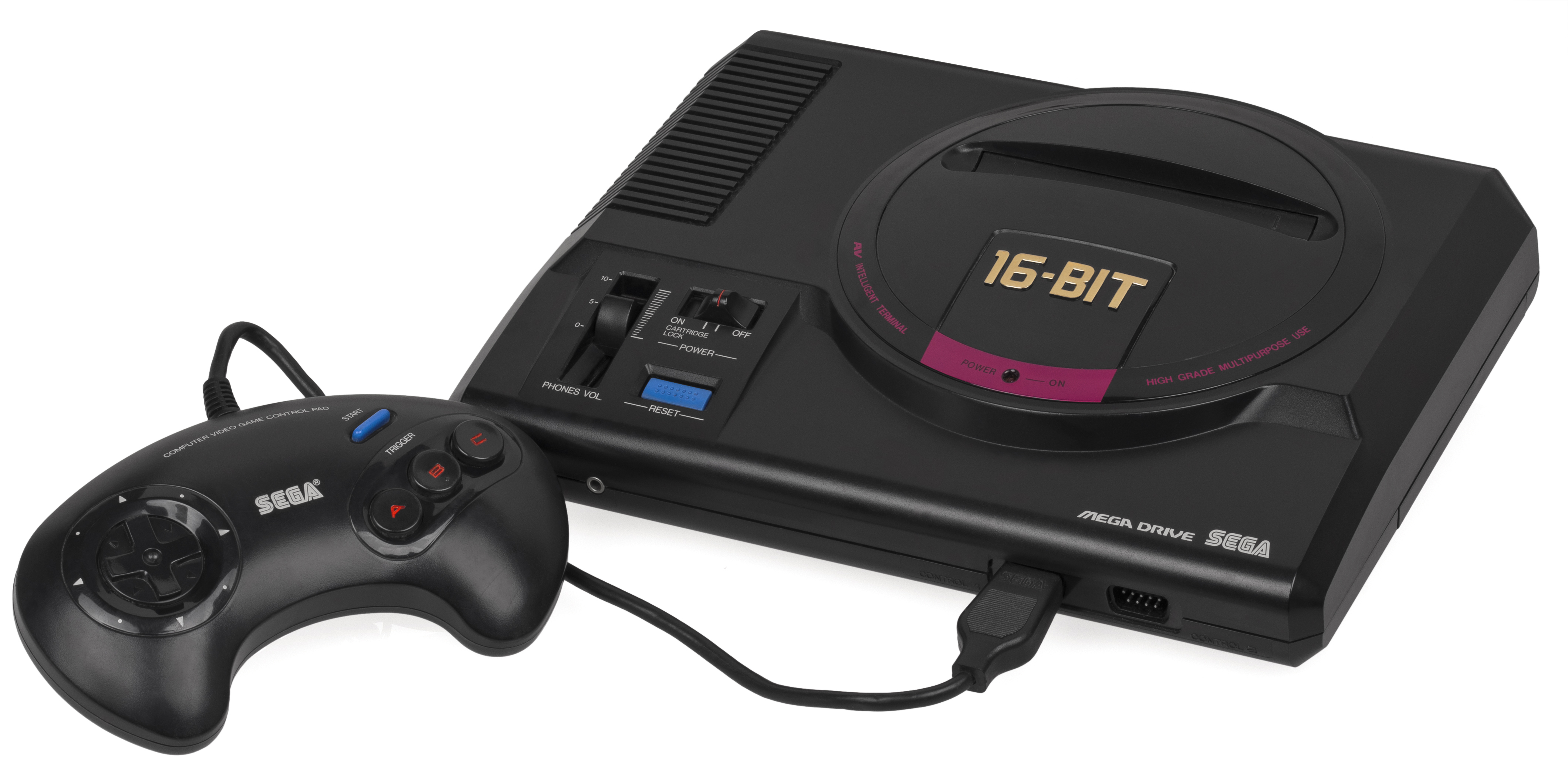
초창기 트레저는 메가 드라이브 콘솔로 게임을 제작했다

1992년 6월 19일 트레저가 공식적으로 설립됐다. 사명 '트레저'는 산업의 보물이 되고싶다는 야망에서 따왔다. 창립 당시 사원수는 10명 남짓에 불과했다. 개발자 대부분은 코나미 시절 슈퍼 패미컴으로 게임을 제작했지만, 《건스타 히어로즈》의 경우 게임플레이에 필요한 환경을 만들 수 있는 모토롤라 68000 처리장치가 달린 메가 드라이브로 개발했다. 트레저는 게임 배급 계약을 위해 콘솔 제조사 세가와 접촉했는데, 처음에는 경력이 없다는 이유로 거절했으나 대신 세가가 트레저에게 《맥도날드의 트레저 랜드 어드벤처 (1993)》를 제작할 것을 의뢰했다. 《트레저 랜드 어드벤처》 제작 착수 몇 달 후 《건스타 히어로즈》 개발에 대한 허가를 받은 트레저는 두 게임을 동시에 개발하기 위해 개발진을 나눠 근무했다. 트레저의 개발진은 세가와 협력하는 것이 코나미에 있을 때보다 자유롭다고 회상했다.
시간상 《맥도날드의 트레저 랜드 어드벤처》가 처음 제작완료됐지만, 트레저 개발진은 첫 데뷔작은 자체 원작이어야 한다는 생각에 《건스타 히어로즈》을 완성해 먼저 출시했다. 미국 잡지 〈게임팬〉은 《건스타 히어로즈》에 매료돼 사상 최초 영어 인터뷰를 진행했다. 그 직후 《맥도날드의 트레저 랜드 어드벤처》이 이어서 발매됐는데, 이후 트레저는 개발자금을 마련하기 위해 이 게임같이 다른 라이센스에 기반한 게임들을 개발하게 됐다. 트레저는 16비트 시대동안 메가 드라이브의 처리성능을 이용해 부드러운 스프라이트 움직임이 있는 게임들을 개발해 세가 팬들에게 명성을 얻었다.

## 개발 게임
| 연도 | 제목                                                    | 원플랫폼                                     | 공동개발              |
| ---- | ------------------------------------------------------- | -------------------------------------------- | --------------------- |
| 1993 | 건스타 히어로즈                                         | 메가 드라이브, 게임 기어                     | M2 (GG)               |
| 1993 | 맥도날드의 트레저 랜드 어드벤처                         | 메가 드라이브                                | 빈칸                  |
| 1994 | 다이너마이트 헤디                                       | 메가 드라이브, 게임 기어, 세가 마스터 시스템 | 미나토 기켄 (GG / MS) |
| 1994 | 유유백서 마강통일전                                     | 메가 드라이브                                | 빈칸                  |
| 1995 | 에일리언 솔저                                           | 메가 드라이브                                | 빈칸                  |
| 1995 | 라이트 크루세이더                                       | 메가 드라이브                                | 빈칸                  |
| 1996 | 가디언 히어로즈                                         | 세가 새턴                                    | 빈칸                  |
| 1997 | 가라가라!! 트러블 메이커즈                              | 닌텐도 64                                    | 빈칸                  |
| 1997 | 실루엣 미라주                                           | 세가 새턴, 플레이스테이션                    | 빈칸                  |
| 1998 | 레이디언트 실버건                                       | 아케이드, 세가 새턴                          | 빈칸                  |
| 1999 | 라쿠가키 쇼타임                                         | 플레이스테이션                               | 빈칸                  |
| 1999 | 폭렬무적 반가이오                                       | 닌텐도 64, 드림캐스트                        | 빈칸                  |
| 2000 | 죄와 벌: 지구의 계승자                                  | Nintendo 64, iQue Player                     | Nintendo              |
| 2000 | 실피드: 더 로스트 플래닛                                | 플레이스테이션 2                             | 게임 아츠             |
| 2001 | 히파 린다                                               | 플레이스테이션 2                             | 빈칸                  |
| 2001 | 이카루가                                                | 아케이드, 드림캐스트, 게임큐브               | G.rev                 |
| 2002 | 타이니 툰 어드벤처스: 버스터즈 배드 드림                | 게임보이 어드밴스                            | 빈칸                  |
| 2003 | 하지메의 일보: 더 파이팅!                               | 게임보이 어드밴스                            | 빈칸                  |
| 2003 | 와리오 월드                                             | 게임큐브                                     | 빈칸                  |
| 2003 | 드래곤 드라이브: 디마스터즈 샷                          | 게임큐브                                     | 빈칸                  |
| 2003 | 아스트로 보이 철완 아톰: 아톰 하트의 비밀               | 게임보이 어드밴스                            | 세가 AM3              |
| 2004 | 그라디우스 V                                            | 플레이스테이션 2                             | G.rev                 |
| 2004 | 어드밴스 가디언 히어로즈                                | 게임보이 어드밴스                            | 빈칸                  |
| 2005 | 건스타 슈퍼 히어로즈                                    | 게임보이 어드밴스                            | 빈칸                  |
| 2006 | 블리치 DS 창천을 달리는 운명                            | 닌텐도 DS                                    | 빈칸                  |
| 2006 | 세가 에이지스 2500 Vol. 25: 건스타 히어로즈 트레저 박스 | 플레이스테이션 2                             | M2                    |
| 2007 | 블리치 DS 2nd 흑의 나부끼는 진혼가                      | 닌텐도 DS                                    | 빈칸                  |
| 2008 | 반가이오 스피리츠                                       | 닌텐도 DS                                    | 빈칸                  |
| 2008 | 블리치: 버서스 크루세이드                               | Wii                                          | 빈칸                  |
| 2009 | 죄와 벌: 우주의 계승자                                  | Wii                                          | 닌텐도 SPD            |
| 2011 | 반가이오 HD: 미사일 퓨리                                | 엑스박스 360                                 | 빈칸                  |
| 2013 | 가이스트 크러셔                                         | 닌텐도 3DS                                   | 빈칸                  |
| 2014 | 가이스트 크러셔 갓                                      | 닌텐도 3DS                                   | 빈칸                  |

### 취소된 게임
- 건 비트

아케이드용 슈팅 게임. 2000년 취소.
- 타이니 툰 어드벤처스: 디펜더스 오브 디 유니버스

게임큐브 및 플레이스테이션 2용으로 제작. 《타이니 툰 어드벤처스: 버스터즈 배드 드림》와 함께 발매예정이었으나 2002년 취소.

## 참조

### 내용주
1. ↑  일본어: 株式会社トレジャー, 영어: Treasure Co., Ltd.